# Cernion
 Cernion  là một xã ở tỉnh Ardennes, thuộc vùng Grand Est ở phía bắc nước Pháp.